# Les Bourlingueurs
Pour plus de détails, voir Fiche technique et Distribution.
Les Bourlingueurs (Race for the Yankee Zephyr) est un film américano-australo-néo-zélandais réalisé par David Hemmings et sorti en 1981.

## Synopsis
Gilbert Gibson, parti chasser dans une région montagneuse de Nouvelle-Zélande, découvre dans un lac l'épave d'un avion apparemment englouti depuis la Seconde Guerre mondiale. Il fait l'erreur d'en parler autour de lui et, lorsqu'il retourne sur les lieux, il est pisté par une bande de malfrats à la recherche de cet avion qui transportait une cargaison de grande valeur. 

## Fiche technique
- Titre original : Race for the Yankee Zephyr
- Titre français : Les Bourlingueurs
- Titre alternatif francophone : À la recherche du Yankee Zéphyr
- Réalisation : David Hemmings
- Scénario : Everett De Roche
- Direction artistique : Virginia Bieneman
- Décors : Bernard Hides
- Costumes : Aphrodite Kondos, Patricia Murphy
- Photographie : Vincent Morton
- Cadrages : Douglas Milsome, Freddie Cooper
- Son : Graham Morris
- Montage : John Laing
- Musique : Brian May, Dave Fraser
- Producteurs : Antony I. Ginnane, David Hemmings, John Barnett, Fay Richwhite
- Sociétés de production : Drake Films Ltd, Endeavour Productions Corporation (Nouvelle-Zélande), Film & General Holding, Fay-Richwite (Nouvelle-Zélande), First City Films, Gupta Film Services, Hemdale Film, Pact Productions, Pellinto Investments NV, Zephyr Films
- Sociétés de distribution : ARC (Artists Releasing Corporation), Enterprise Pictures Ltd, Eurodis International (France), Les Films de La Rochelle (France)
- Budget : 6 M $ USD (estimation)
- Pays d'origine :  Australie,  États-Unis,  Nouvelle-Zélande
- Langue originale : anglais
- Format : 35 mm — couleur par Eastmancolor — 2.35:1 Panavision — son monophonique
- Genre : film d'action, film d'aventure
- Durée : 108 minutes
- Dates de sortie :
  - Australie : 18 décembre 1981
  - France : 24 août 1983
- (fr) Classification CNC : tous publics (visa d'exploitation no 57672 délivré le 22 septembre 1983)

## Distribution
- Ken Wahl  (VF : François Leccia)  : Barney
- Lesley Ann Warren  (VF : Anne Kerylen)  : Sally Gibson
- Donald Pleasence  (VF : Yves Barsacq)  : Gilbert « Gibbie » Gibson
- George Peppard  (VF : William Sabatier)  : Theo Brown
- Bruno Lawrence  (VF : Claude d'Yd)  : Baker

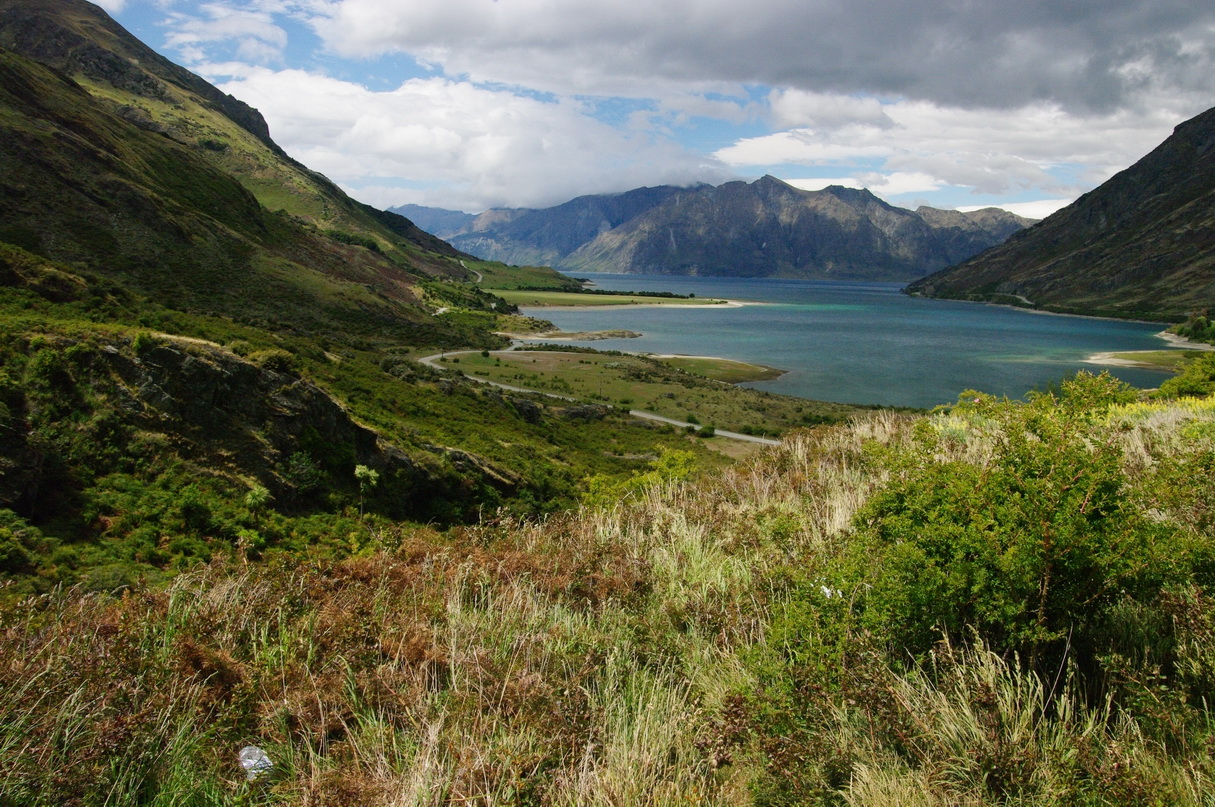
Tournage extérieur dans la région d'Otago, le lac Hawea

## Tournage
- Extérieurs : Queenstown, région d'Otago (Nouvelle-Zélande)